# Henry Bonello
Henry Bonello (* 13. Oktober 1988 in Pietà) ist ein maltesischer Fußballspieler auf der Position des Torwarts.

## Leben
Bonello ist seit 2016 Torwart beim maltesischen Erstligisten FC Valletta. Zuvor stand er dort bereits als Leihspieler im Tor. Er begann seine Spielerkarriere 2006 bei den Sliema Wanderers, die ihn zwischenzeitlich an die Vereine Vittoriosa Stars und Hibernians Paola ausgeliehen hatten. Sein Debüt in der Nationalmannschaft  hatte er am 29. Februar 2012 beim Spiel gegen die Auswahl von Liechtenstein.